# Сантана-ду-Мундау
Сантана-ду-Мундау (порт. Santana do Mundaú) — муниципалитет в Бразилии, входит в штат Алагоас. Составная часть мезорегиона Восток штата Алагоас. Входит в экономико-статистический микрорегион Серрана-дус-Киломбус.